# Soyuz TMA-19
Soyuz TMA-19 foi a 106ª missão tripulada do programa Soyuz e o 100º voo tripulado à ISS, desde o início destas missões em 1998. O lançamento ocorreu em 15 de junho de 2010. A cápsula espacial permaneceu em órbita pelo restante da Expedição 24 e durante a Expedição 25, como veículo de escape de emergência da estação, retornando em 26 de novembro de 2010.

## Tripulação
| Posição             | Cosmo/Astronauta  |
| ------------------- | ----------------- |
| Comandante          | Fyodor Yurchikhin |
| Engenheiro de voo 1 | Douglas Wheelock  |
| Engenheira de voo 2 | Shannon Walker    |

## Parâmetros da Missão
- Massa: 7.250 kg
- Perigeu: 350 km
- Apogeu: 361 km
- Inclinação: 51,60°
- Período orbital: 91,60 minutos

## Lançamento e acoplagem
A Soyuz foi lançada pelo foguete de lançamento Soyuz-FG no Cosmódromo de Baikonur, no Cazaquistão. O lançamento ocorreu em 15 de junho de 2010, com o foguete decolando às 21:35. O foguete Soyuz-FG chegou em Baikonur em 11 de março de 2010, junto com um Soyuz-U, que foi preparado para conduzir outra missão. A nave foi enviada de Korolev em 16 de abril de 2010, e chegou de trem em Baikonur três dias depois.
Após o lançamento com sucesso, a nave entrou em órbita baixa e abriu suas antenas e painéis solaresiniciando sua viagem  de aproximação até a ISS. A acoplagem ocorreu em 17 de junho, as 22:25 UTC, através do módulo Zvezda da estação, após um realocamento da altitude da estrutura.
Em 28 de junho, os astronautas fizeram um treinamento de acoplagem e desacoplagem. Yurchikhin, Wheelock e Shannon desacoplaram do módulo Zvezda e acoplaram 25 minutos no módulo Rassvet, enquanto sobrevoavam a costa ocidental da África. A recolocação da Soyuz teve uma demora inesperada devido a um problema elétrico logo sanado, e a manobra ocorreu de acordo com os planos. Esta manobra marcou a primeira acoplagem feita no Rassvet.

## Desacoplagem e aterrissagem
A Soyuz TMA-19 desacoplou da ISS às 01:19 UTC de 26 de novembro, descendo nas estepes centrais do Casaquistão três horas mais tarde, quatro dias antes do planejado. O pouso estava anteriormente planejado para ocorrer no dia 30, mas por causa da reunião da Organização para a Segurança e Cooperação na Europa marcada para Astana, no Casaquistão, nos dias 1 e 2 de dezembro, o governo decidiu restringir o tráfego aéreo na região e a Roscosmos fez o pouco mais cedo. A nave pousou a cerca de 84 km da cidade de Arkalyk, encerrando seus 163 dias de viagem.
Após o pouso bem sucedido, os integrantes da tripulação foram levados à Qostanay, no norte do país, para uma cerimônia de boas-vindas. Walker e Wheelock embarcaram num jato particular da NASA de volta ao Centro Espacial Lyndon Johnson, no Texas e Yurchikhin embarcou para o Centro de Treinamento de Cosmonautas Yuri Gagarin, na Cidade das Estrelas, para repouso.

## Galeria

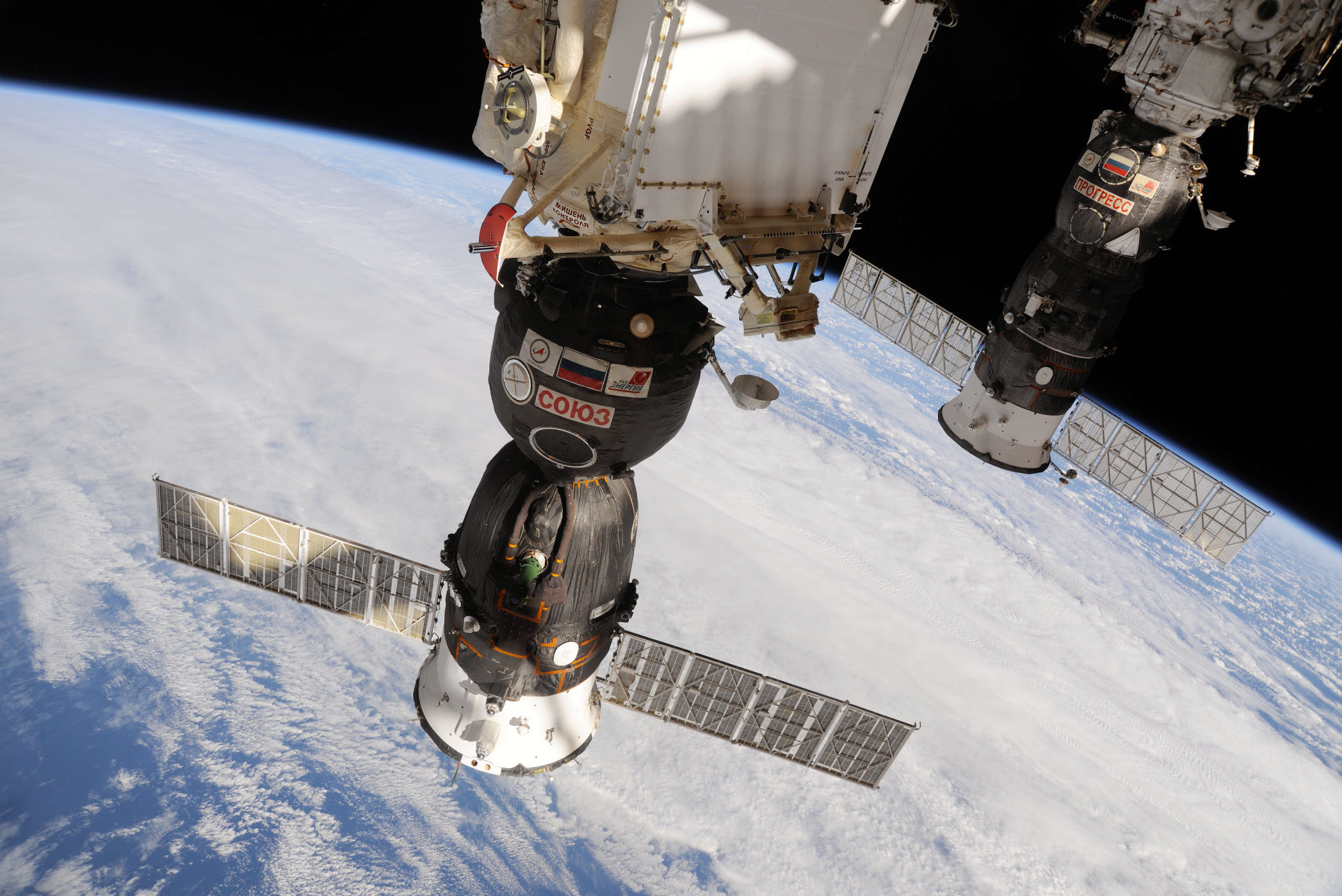
A TMA-19 acoplada no módulo Rassvet.
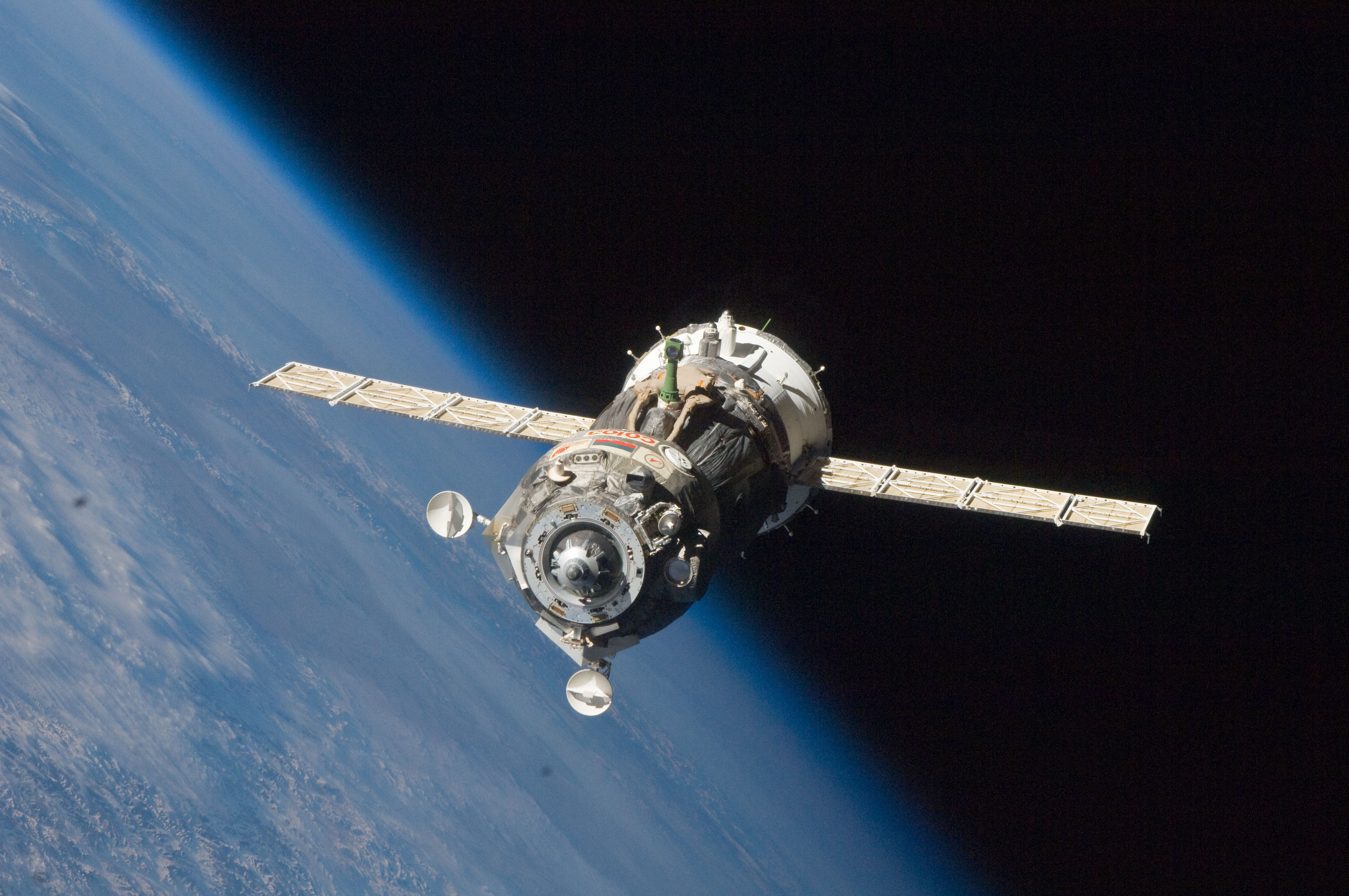
A nave no espaço deixando a ISS.
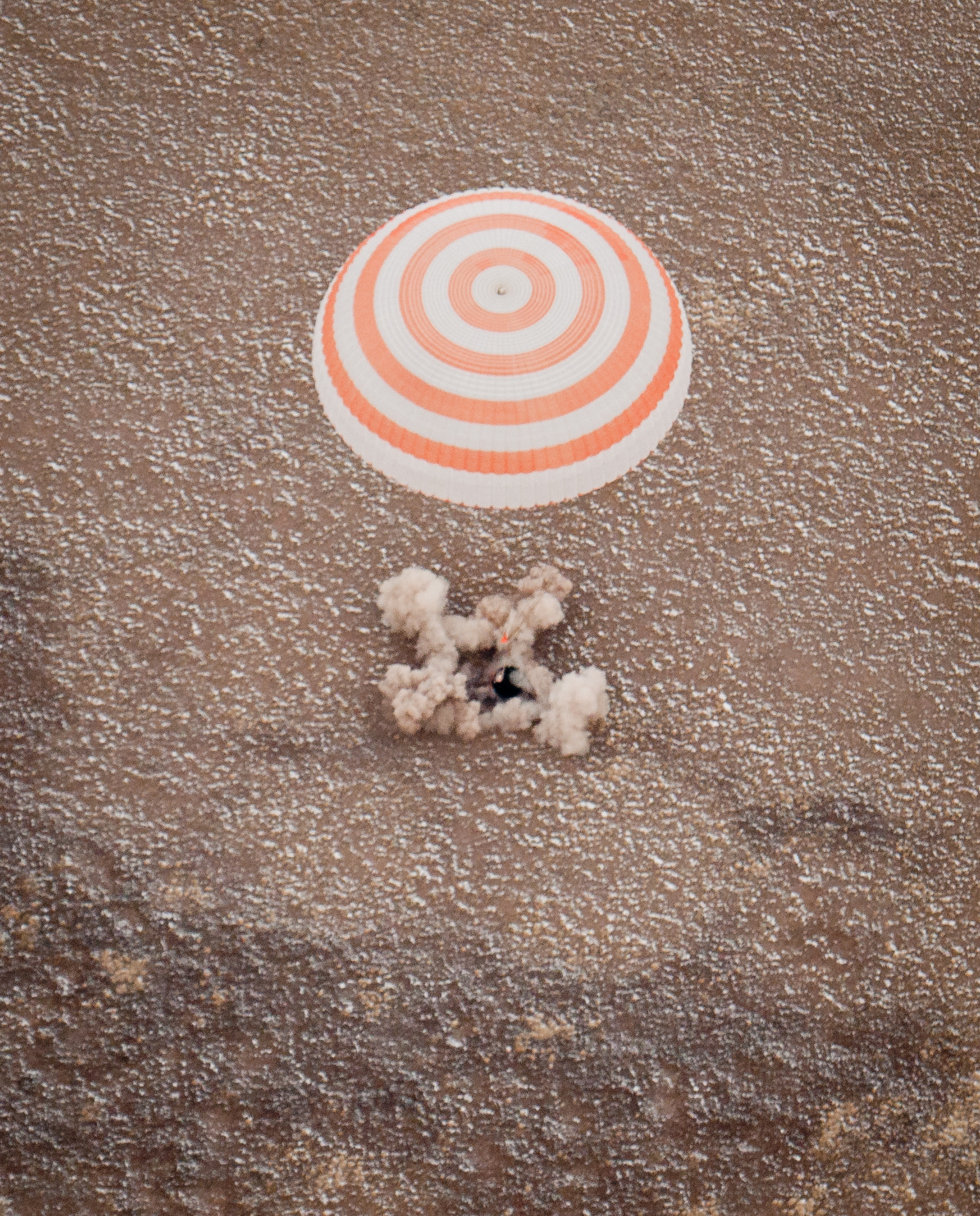
A TMA-19 pousa no Casaquistão debaixo de seu pára-quedas gigante.
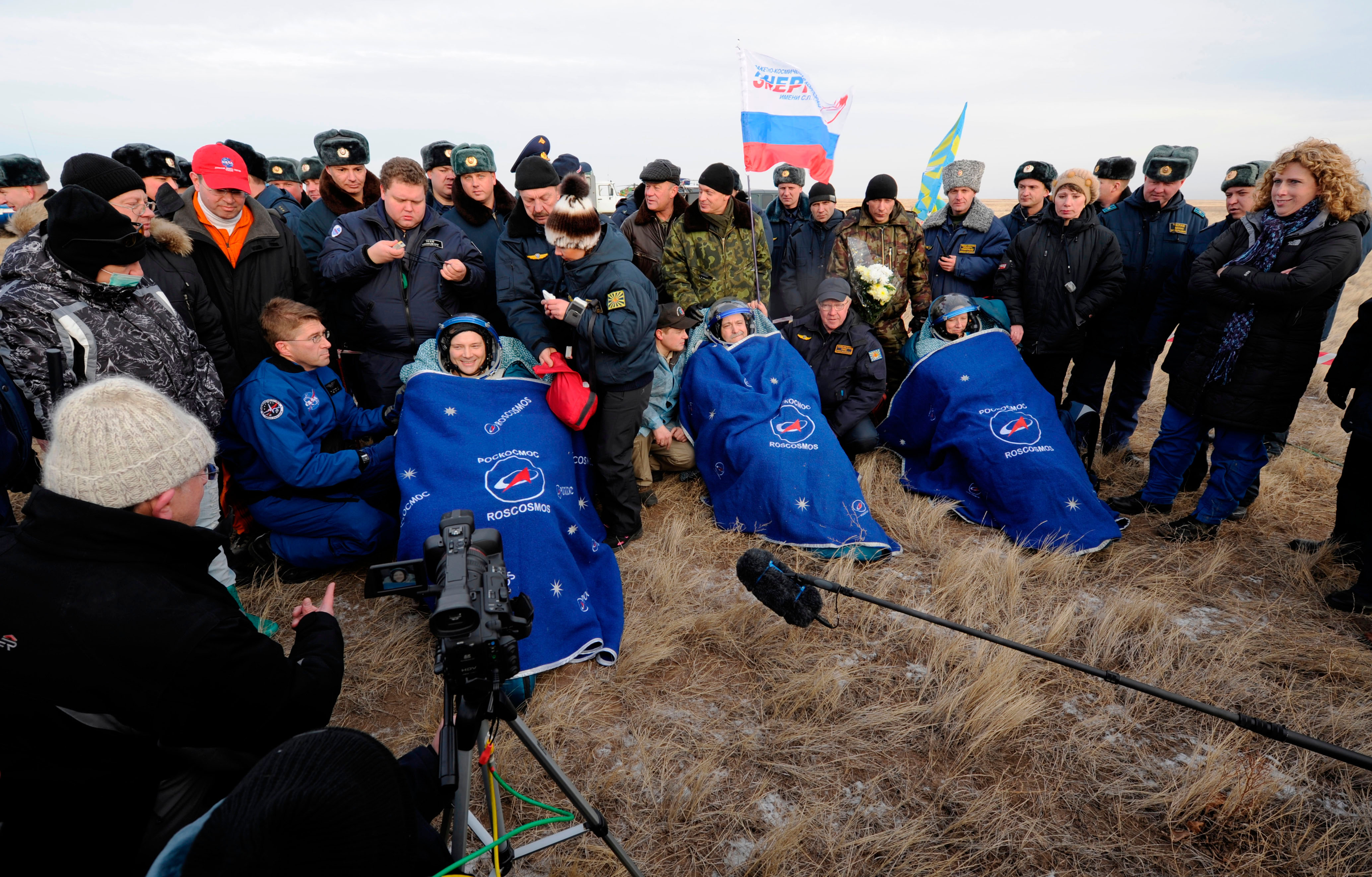
A tripulação sendo recebida e aquecida entre os técnicos da Roskosmos e da NASA no local do pouso